# Nigel Glendinning

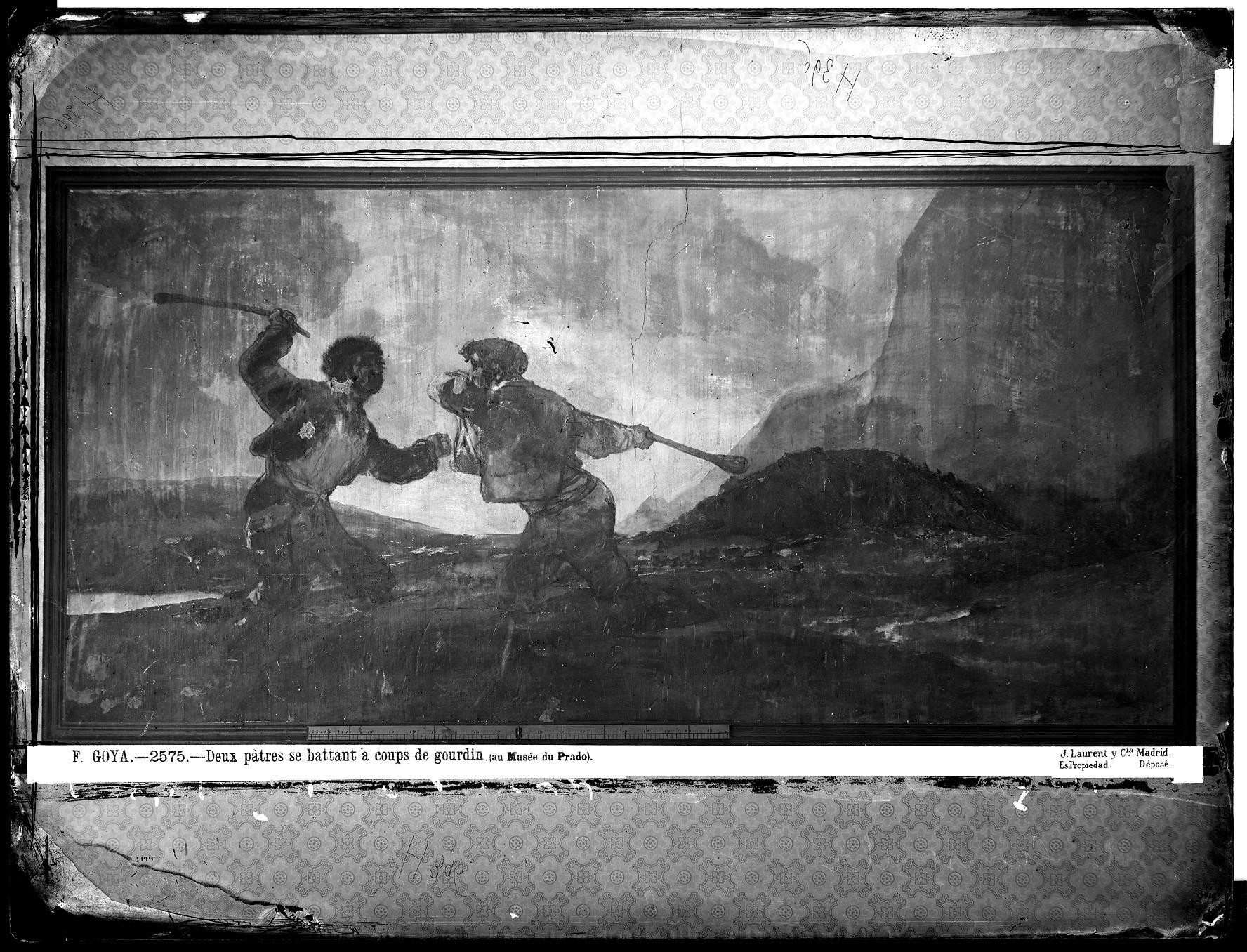
Nigel Glendinning estudió detenidamente las Pinturas Negras de Goya, en la Quinta del Sordo. Aquí vemos la pintura mural Duelo a garrotazos, fotografiada en el año 1874, por J. Laurent. El negativo original se conserva en la Fototeca del IPCE, Archivo Ruiz Vernacci.

Nigel Glendinning (East Sheen, Surrey, Reino Unido, 1929-Londres, 23 de febrero de 2013) fue un hispanista inglés, principalmente dieciochista, que estudió y editó la obra de José Cadalso. También dedicó numerosos estudios a la vida y la obra de Francisco de Goya y el entorno en que se sitúa la producción artística del aragonés.

## Obras
- Vida y obra de Cadalso, Madrid, Gredos, 1962
- «The Strange Traslation of Goya's Black Paintings», The Burlington Magazine, CXVII, 868, 1975.[3][4]
- The Interpretation of Goya's Black Paintigs, London, Queen Mary College, 1977.
- «A Solution to the Enigma of Goya's 'Enphatic Caprices', ns 65-80 of The Disasters of War» (Una solución al enigma de los «caprichos enfáticos» nos 65 a 80 de Los desastres de la guerra de Goya), Apollo, CVII, 193, 1978.
- Goya y sus críticos, Madrid, Taurus, 1982. Nueva edición en 2017 en Editorial Complutense, 630 p., ISBN  9788466935418, con el título Goya y sus críticos (y otros ensayos).
- «Goya's Country House in Madrid. The Quinta del Sordo», Apollo, CXXIII, 288, 1986.
- Francisco de Goya, Madrid, Cuadernos de Historia 16 (col. «El arte y sus creadores», n.º 30), 1993. D.L. 34276-1993
- A literary history of Spain: the eighteenth century, London; New York: Ernest Benn, Barnes & Noble, 1972, traducida como Historia de la literatura española: El siglo XVIII; edición, revisada y puesta al día. Barcelona: Ariel, 1993.
- «Lo gótico, lo funeral y lo macabro en la cultura española y europea del siglo XVIII», en Anales de Literatura Española. Núm. 10, 1994. En línea en Biblioteca Virtual Miguel de Cervantes.
- «El problema de las atribuciones desde la Exposición Goya de 1900», Goya 1900, Madrid, Dirección General de Bellas Artes y Bienes Culturales-Instituto de Patrimonio Histórico Español, 2002, págs. 15-37. Catálogo ilustrado y estudio de la exposición en el Ministerio de Instrucción Pública y Bellas Artes I.
- «El Coloso de Goya y la poesía patriótica de su tiempo» Archivado el 2 de junio de 2020 en Wayback Machine., Dieciocho: Hispanic Enlightenment, 22-03-2004.
- (En colaboración con Jesusa Vega) «¿Un fracasado intento de descatalogar El coloso por el Museo del Prado?» Archivado el 2 de junio de 2020 en Wayback Machine., Goya. Revista de arte, n.º 326, enero-marzo de 2009, págs. 61-68. ISSN 0017-2715